# 弗雷德里克·奥劳松
弗雷德里克·奥劳松（瑞典語：Fredrik Olausson，1966年10月5日—），瑞典男子冰球运动员，场上位置是后卫。他曾代表瑞典国家队参加2002年冬季奥林匹克运动会冰球比赛，获得第5名。